# Strymon acaciaeformis
Strymon acaciaeformis är en fjärilsart som beskrevs av Ruggero Verity. Strymon acaciaeformis ingår i släktet Strymon och familjen juvelvingar. Inga underarter finns listade i Catalogue of Life.